# Aeroportul Internațional Diego Aracena
Aeroportul Internațional Diego Aracena (IATA: IQQ, ICAO: SCDA) este un aeroport din Iquique, Iquique⁠(d), Provincia Iquique, Regiunea Tarapacá, Chile ce deservește zona Iquique. Aeroportul a fost tranzitat în 2022 de 877.212 pasageri. A fost deschis în 1973.
Situat la o altitudine de 47 m, aeroportul dispune de o singură pistă.